# 三瀬峠

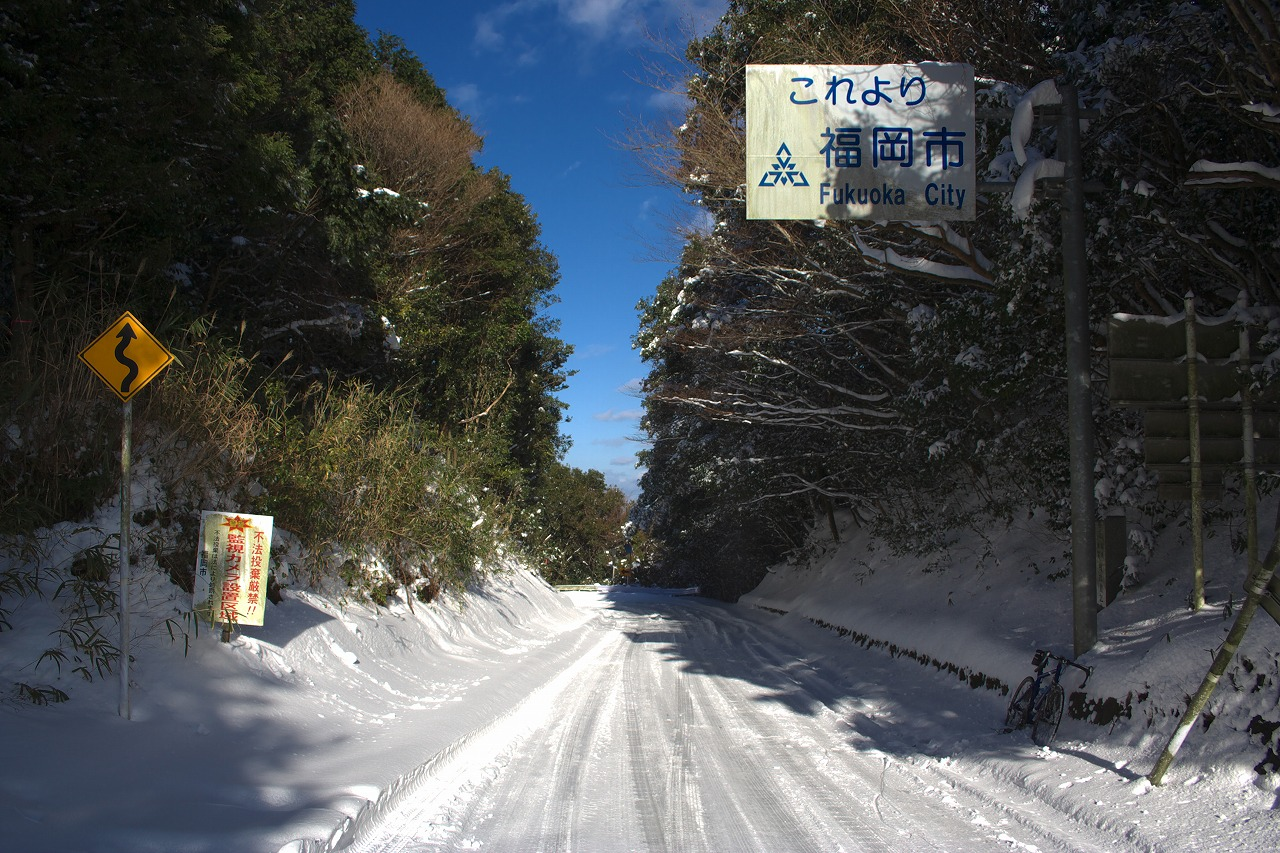
雪の積もった三瀬峠

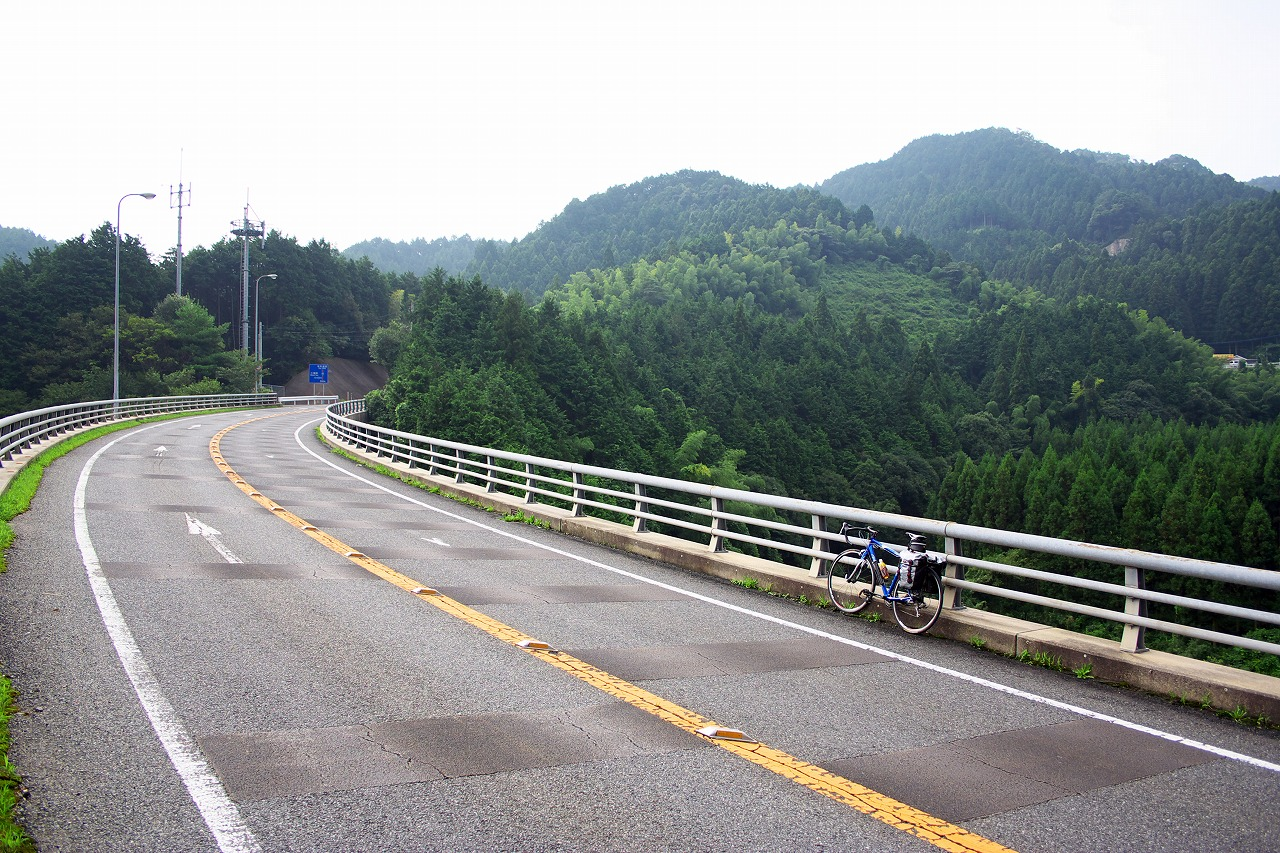
福岡側から三瀬峠へ至る道

三瀬峠（みつせとうげ）は、福岡県福岡市早良区と佐賀県佐賀市との境にある峠。福岡市と佐賀市を最短ルートで結ぶ主要幹線道路国道263号の一部である。標高581m。

## 概要
脊振山地に属する峠で、井出孫六の随筆『日本百名峠』でも紹介されている。峠の頂上では脊振山地の尾根沿いに続く九州自然歩道と交差している。
車線こそ全区間にわたって2車線となっているが、急カーブが連続する区間であるため、通行には細心の注意が必要である。冬場の積雪・路面凍結による交通規制や急カーブ・急勾配を解消するため、1986年に三瀬トンネル有料道路が開通した。また、2008年には九州最大規模という直径約200mのループ橋が三瀬トンネル有料道路の延長の形で開通し、峠の急カーブをほぼ完全に避けて走行できるようになった。これらの有料道路の開通後も峠越えの道路は引き続き国道指定されている。
峠北部に位置する福岡市西区周船寺を起点とした場合、途中で糸島峠（標高333m）を挟み、水平距離起算で16.0kmの地点にあたり、平均斜度は3.6%、標高差は574m。福岡市早良区内野から起算すると水平距離にして9.1kmの地点にあたり、平均斜度は5.4%、標高差は490mである。峠南部の三瀬トンネルとの分岐点から起算すると、水平距離にして2.2kmの地点にあたり、平均斜度は7.1%、標高差は158mである。

## 歴史
1874年に起こった佐賀の乱において、朝倉尚武率いる佐賀軍と山田顕義率いる政府の鎮圧隊が相対した。朝倉尚武は寡兵ながらも勇戦し、寄せ手の山田顕義に「ここの佐賀兵を指揮しているのは、おそらく朝倉尚武に違いない」と言わしめた。
大正時代に作詞作曲された「三瀬八景」にも歌われた。

## 三瀬峠が登場する作品
- 『男はつらいよ ぼくの伯父さん』 - 松竹映画「男はつらいよ」シリーズの第42作。寅さんの甥の満男（吉岡秀隆）がバイクで佐賀県に向かう途中、三瀬峠のカーブで転倒し、ライダー（笹野高史）に助けられる。佐賀県側の三瀬トンネル有料道路と本道の合流部付近にある喫茶店でロケが行われた[2]。
- 『悪人』 - 吉田修一作の小説（のち映画化）。三瀬峠が殺人事件の舞台となる。